# Daidarabotchi
Daidarabotchi (japanisch ダイダラボッチ) ist ein Riese aus japanischen Sagen, der für diverse landschaftliche Erscheinungen wie Teiche, Seen und Berge verantwortlich gemacht wird.
Er ist unter einer Vielzahl von Namen bzw. Dialektvarianten bekannt, darunter
Daidarabō (ダイダラボウ, ダイダラ坊),
Dēdarabotchi (デエダラボッチ),
Deirabotchi/Dērabotchi (デイラボッチ / デエラボッチ, デーラボッチ) oder
Deirabotcha/Dērabotcha (デイラボッチャ / デーラボッチャ), u. v. a. m.
Ein Riese mit diesen Eigenschaften wird bereits im Hitachi no Kuni Fudoki erwähnt, einer kaiserlichen Aufzeichnung der Gebräuche in der Provinz Hitachi die Anfang des 8. Jahrhunderts zusammengestellt wurde. Für den Bezirk Naka findet sich darin folgende Passage:

「平津驛家西一二里、有岡。名曰―大櫛。上古有人、體極長大、身居丘壟之上、手摎海濱之蜃。大蛤也。其所食貝、積聚成岡。時人、取大朽之義、今謂大櫛之岡。其踐跡、長卌余步、廣廿余步。尿穴徑可廿余步計。」

„12 ri westlich der Poststation von Hiratsu befindet sich ein Ōgushi genannter Hügel. In alten Zeiten lebte hier ein Mensch von extrem großer Gestalt. Er saß auf einem Hügel und sammelte mit seinen Händen riesige Muscheln vom Strand. Die verzehrten Muscheln stapelten sich zu einem Hügel. Zu jener Zeit hieß dieser Hügel Ōkuchi (etwa ‚große Abfälle‘), heute Ōgushi. Die Fußabdrücke des Riesen waren mehr als 40 bu lang, mehr als 20 bu breit und das durch seinen Urin erzeugte Loch hatte einen Durchmesser von mehr als 20 bu.“

Der beschriebene Ōgushi Kaizuka (大串貝塚, 36° 20′ 0,7″ N, 140° 32′ 57,5″ O) ist ein etwa 5000 Jahre alter Køkkenmøddinger in Mito und seit dem 11. Mai 1960 eine nationale historische Stätte.
In Ishioka gibt es die Sage, dass die charakteristische Form des Berges Tsukuba mit seinen zwei Gipfeln Daidarabotchi zuzuschreiben ist, der während eines Gewichtsvergleichs mit dem Fuji ersteren aus Versehen fallen ließ und dieser sich daraufhin spaltete.
Aus Hamamatsu ist folgende Überlieferung bekannt: Daidarabotchi verbrachte Erde von Ōmi nach Suruga. Als er unterwegs bei Hosoe (2005 nach Hamamatsu eingemeindet) die Trageschulter wechselte, fiel etwas Erde aus seinem Korb, wodurch der Berg Nemoto (根本山) entstand. Später machte er eine Pause, setzte sich auf dem Utsu (宇津山) und warf ein „Steinchen“ in den Hamana-See, der zu einer Insel darin wurde.
Ähnliche Geschichten finden sich in ganz Japan. Teilweise wird er auch als Gegenpol zum Issun-bōshi (一寸法師, dt. etwa: „Ein-Zoll-Junge“) gesehen, der japanischen Variante des Däumlings.
Der Name des Charakters Deidara aus der Manga-Reihe Naruto leitet sich höchstwahrscheinlich von dem Namen des Daidarabotchi ab.